# Beka Modibo
Beka Modibo est un village de la commune de Belel situé dans la région de l'Adamaoua et le département de la Vina au Cameroun.

## Population
En 1967, Beka Modibo comptait 430 habitants, principalement des Peuls et mboum. Lors du recensement de 2005, 1 113 personnes y ont été dénombrées.